# Aframomum flavum
Aframomum flavum är en enhjärtbladig växtart som beskrevs av John Michael Lock. Aframomum flavum ingår i släktet Aframomum och familjen Zingiberaceae. Inga underarter finns listade i Catalogue of Life.